# Kantonsschule Uetikon am See
Die Kantonsschule Uetikon am See ist ein öffentliches Gymnasium des Kantons Zürich (ZH) in der Gemeinde Uetikon am See. Die Schule ist 2019 im Aufbau und wurde im August 2018 mit je zwei Klassen aus dem Lang- und Kurzgymnasium mit 111 Schülerinnen und Schülern eröffnet.

## Allgemein

### Geschichte

Auf der Wiese links des Wohlfahrtshauses (Café Riedsteg) steht die provisorische Mittelschule. (Aufnahme vom 31. Juli 1957)

Kinder aus dem Bezirk Meilen besuchten bis anhin das Gymnasium in der Stadt Zürich und vereinzelt in Wetzikon. Um die einseitigen Pendlerströme in die Stadt zu entlasten, wurden Standorte für eine Kantonsschule im oberen Bezirk Meilen gesucht. In die engere Auswahl kamen Beugen (Meilen), die Chemische Fabrik Uetikon und der Seidenhof in Stäfa. Am 19. September 2016 bewilligte der Kantonsrat die Kantonsschule Uetikon am See. Die Grundsteinlegung für das Provisorium auf der Riedstegwiese fand am 13. November 2017 statt. Nachdem am 9. März 2018 das Schulgebäude A fertig aufgerichtet war, fanden in der benachbarten Dorfschule drei Tage später schon die Aufnahmeprüfungen statt. Die Schule nahm den Betrieb am 20. August 2018 auf.

### Bau und Standort

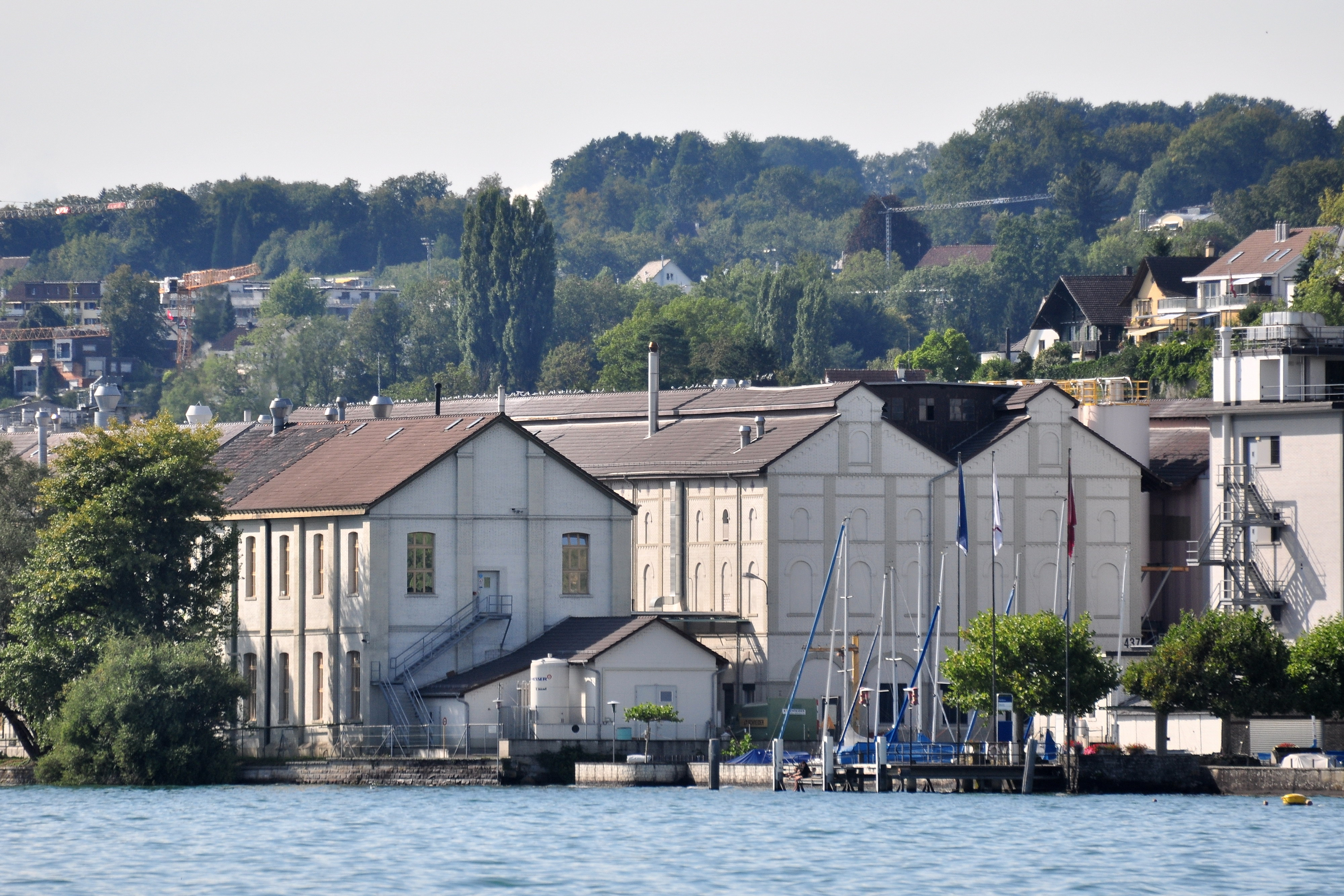
Standort ab 2030

Als Standort der Kantonsschule ist ein Teil der ehemaligen Chemischen Fabrik Uetikon direkt am Zürichsee vorgesehen. Dazu sollen Neubauten und umgebaute denkmalgeschützte Fabrikhallen als Schulgebäude dienen.
Den entsprechenden Architekturwettbewerb mit 31 Teilnehmern hat Anfang März 2022 das Projekt der VPA Architektur Zürich gewonnen. Neubauten sollen alle aus Holz sein und sich gestalterisch an die Konstruktion der bestehenden Fabrikgebäude anlehnen. Das Projekt rechnet mit Kosten von rund 250 Millionen Franken. Die neue Kantonsschule soll mit Minergie P ECO zertifiziert werden, geplant ist zudem ein Sonnenkraftwerk mit einer Leistung von über einem Megawatt.
Bis in zehn bis zwölf Jahren der Neubau am See bezogen werden kann, ist die Schule in einem Provisorium auf der Riedstegwiese im Dorfzentrum von Uetikon untergebracht.
Die beiden aus Modulen erstellten provisorischen Schulgebäude bietet auf drei Stockwerken in rund 30 Zimmern bis zu 500 Schülerinnen und Schülern Platz. Das Provisorium umfasst 20 normale Unterrichtszimmer, zehn Fachkundezimmer, ein Instrumentalzimmer, eine Mediathek, einen Aufenthaltsraum, einen Schülerarbeitsraum sowie Räume für die Schulverwaltung.

## Profil
Die Kantonsschule Uetikon am See bietet sowohl das Langgymnasium mit 6 Jahren Dauer sowie das Kurzgymnasium mit vier Jahren Dauer an, die beide mit der eidgenössisch anerkannten Maturität enden, die zur Aufnahme eines Studiums an jeder universitären Hochschule der Schweiz berechtigt. Der Eintritt erfolgt über die Zentrale Aufnahmeprüfung des Kantons Zürich (ZAP). Unterrichtet werden in einer ersten Phase das neusprachliche, mathematisch-naturwissenschaftliche und wirtschaftlich-rechtliche Profil. Das altsprachliche Profil wird ab dem dritten Jahr hinzukommen.

### Neusprachliches Profil
Das Profil umfasst vier moderne Sprachen, Mathematik, die naturwissenschaftlichen und die sozial- und geisteswissenschaftlichen Fächer sowie musische Fächer. Schwerpunktfach ist in diesem Profil immer eine Sprache. An der Kantonsschule Uetikon am See ist dies Englisch oder Italienisch oder Spanisch.

### Mathematisch-naturwissenschaftliches Profil
Das Profil legt den Akzent auf den mathematisch-naturwissenschaftlichen Studienbereich. Das Programm umfasst drei moderne Sprachen, eine etwas höhere Stundendotation in Mathematik und den naturwissenschaftlichen Fächern, die sozial- und geisteswissenschaftlichen Fächer sowie musische Fächer.
Im mathematisch-naturwissenschaftlichen Sektor bildet eine Kombination aus zwei Fächern das sogenannte Schwerpunktfach. Schwerpunktfach ist an der Kantonsschule Uetikon am See entweder «Biologie und Chemie» oder «Physik und Anwendungen der Mathematik».

### Wirtschaftlich-rechtliches Profil
Das Profil legt einen Akzent auf den ökonomisch-juristischen Bereich. Das Maturprogramm umfasst drei moderne Sprachen, Mathematik, das Fach Wirtschaft und Recht, die naturwissenschaftlichen und die sozial- und geisteswissenschaftlichen Fächer sowie ein musisches Fach. Schwerpunktfach ist «Wirtschaft und Recht».